# Золотая медаль Ландау
Золотая медаль Ландау — награда, присуждаемая раз в пять лет Российской академией наук с 1998 года российским учёным за выдающиеся результаты в области теоретической физики, включая физику ядра и элементарных частиц; названа в честь Льва Давидовича Ландау. С 1971 года по 1992 год вручалась раз в три года Академией наук СССР под названием «Премия имени Л. Д. Ландау АН СССР».

Реверс медали.

Награждённые учёные
| Год  | Лауреат премии                  | За какие работы |
| ---- | ------------------------------- | --- |
| 1971 | Владимир Наумович Грибов        | |
| 1974 | Владимир Алексеевич Белинский   | |
| 1974 | Евгений Михайлович Лифшиц       | |
| 1974 | Исаак Маркович Халатников       | |
| 1977 | Аркадий Бейнусович Мигдал       | |
| 1980 | Александр Викторович Гуревич    | за выдающиеся исследования по физике плазмы |
| 1980 | Лев Петрович Питаевский         | за выдающиеся исследования по физике плазмы |
| 1983 | Валерий Леонидович Покровский   | |
| 1983 | Александр Захарович Паташинский | |
| 1986 | Борис Ионович Шкловский         | |
| 1986 | Алексей Львович Эфрос           | |
| 1989 | Алексей Алексеевич Абрикосов    | за книгу «Методы квантовой теории поля в статистической физике» |
| 1989 | Лев Петрович Горьков            | за книгу «Методы квантовой теории поля в статистической физике» |
| 1989 | Игорь Ехиельевич Дзялошинский   | за книгу «Методы квантовой теории поля в статистической физике» |
| 1992 | Григорий Ефимович Воловик       | за серию работ «Топология, дефекты, сверхтекучесть» |
| 1992 | Владимир Петрович Минеев        | за серию работ «Топология, дефекты, сверхтекучесть» |
| 1998 | Спартак Тимофеевич Беляев       | за цикл работ по квантовой теории многих тел и применениям к теории сверхтекучести жидкого гелия и структуры атомных ядер |
| 2002 | Лев Борисович Окунь             | за цикл работ по теории сильных и электрослабых взаимодействий, нарушению СР-инвариантности и свойствам вакуума |
| 2008 | Лев Петрович Питаевский         | за выдающийся вклад в современную теоретическую физику, включая теорию Бозе-конденсации, уравнение Гросса — Питаевского и за большой вклад в написание новых и обновление ранее выходивших частей всемирно известного курса теоретической физики Ландау — Лифшица |
| 2013 | Семён Соломонович Герштейн      | за открытие закона «Сохранение векторного тока и аналогия между электромагнитными и слабыми взаимодействиями» |
| 2018 | Валерий Леонидович Покровский   | за фундаментальный вклад в статистическую физику и квантовую механику |
| 2023 | Александр Абрамович Белавин     | за цикл работ в области теоретической и математической физики, включая квантовую теорию поля |